# 달 관광

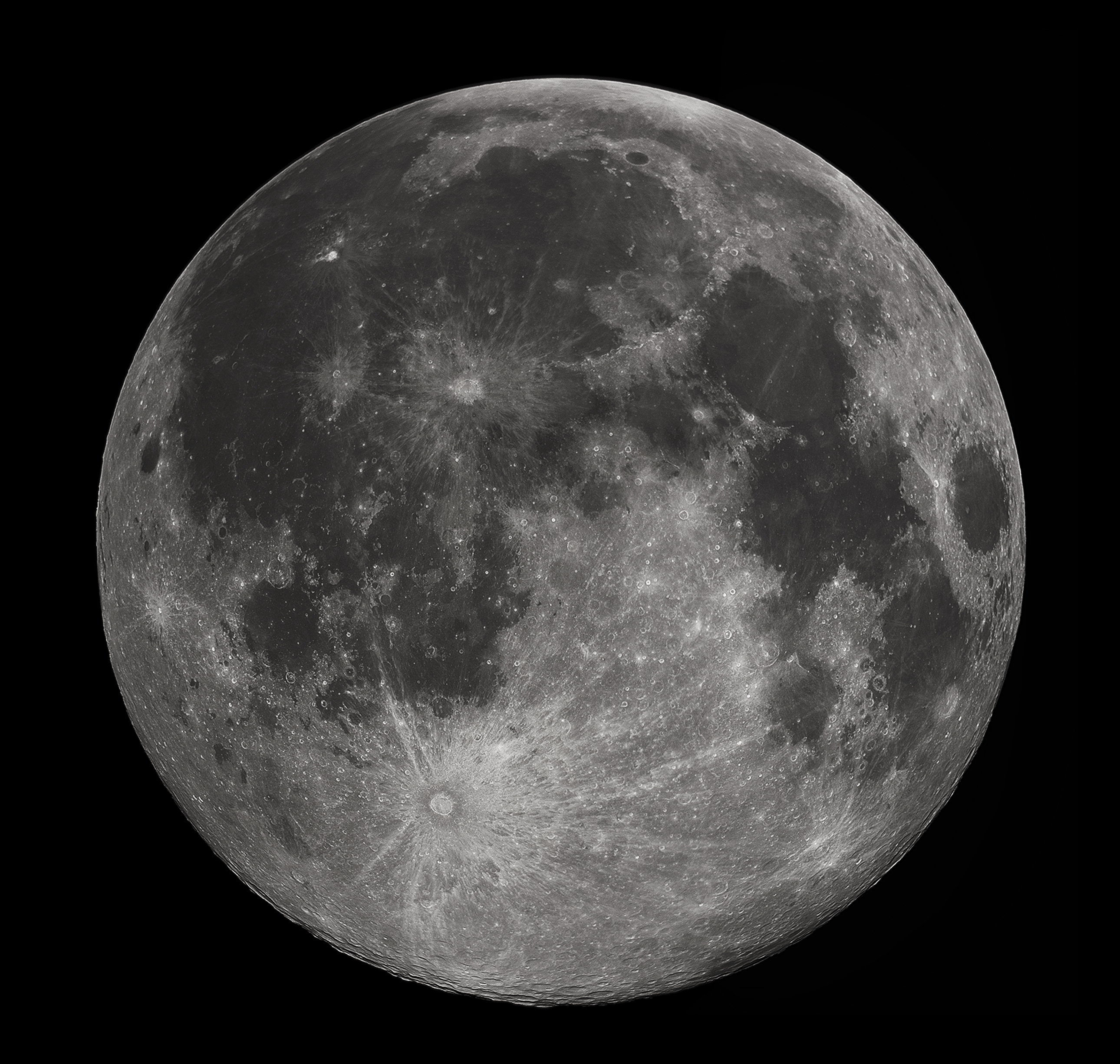
달

달 관광 (Moon Tourism)이란 달을 이용한 관광 사업으로, 우주 여행 중 하나로 속한다. 일부 우주 관광기업들이 지구의 달 위나 그 주변을 도는 관광 사업을 개시하기로 계획 중에 있으며, 2018년부터 2043년 사이에는 현실화될 것으로 예측된다.
현재 달 관광 사업에 진출하겠다고 발표한 우주 관광 기업으로는 골든 스파이크 컴퍼니, 스페이스 어드벤처, 엑스칼리버 앨머즈, 버진 갤럭틱, 그리고 스페이스X가 있다. 달 관광의 유형으로는 크게 세 분류로 나뉘는데, 달 선회 궤도 (circumlunar trajectory)로 비행하는 것, 달 주변을 도는 것, 그리고 달착륙이 있다.

## 비용
우주 관광기업 중에서는 달 여행에 필요한 관광객의 여행 지불비용을 책정해 놓은 기업도 있다.
- 달 선회궤도 비행: 엑스칼리버 앨머즈와 스페이스 어드벤처는 1인 좌석당 1억 5000만 달러 (약 1670억원)를 매겼다. 여기에는 한달간의 지상 훈련과 포함되어 있다. 다만 비행 관광이기 때문에 달에는 착륙하지 않는다.[4]
- 달 공전 비행: 아직은 별다른 발표가 없다.
- 달착륙: 골든 스파이크 컴퍼니에서 차후 달착륙 관광 상품에 7억 5000만 달러 (약 8330억원)의 가격을 매겼다.[3][5]

## 예상되는 관광 요소

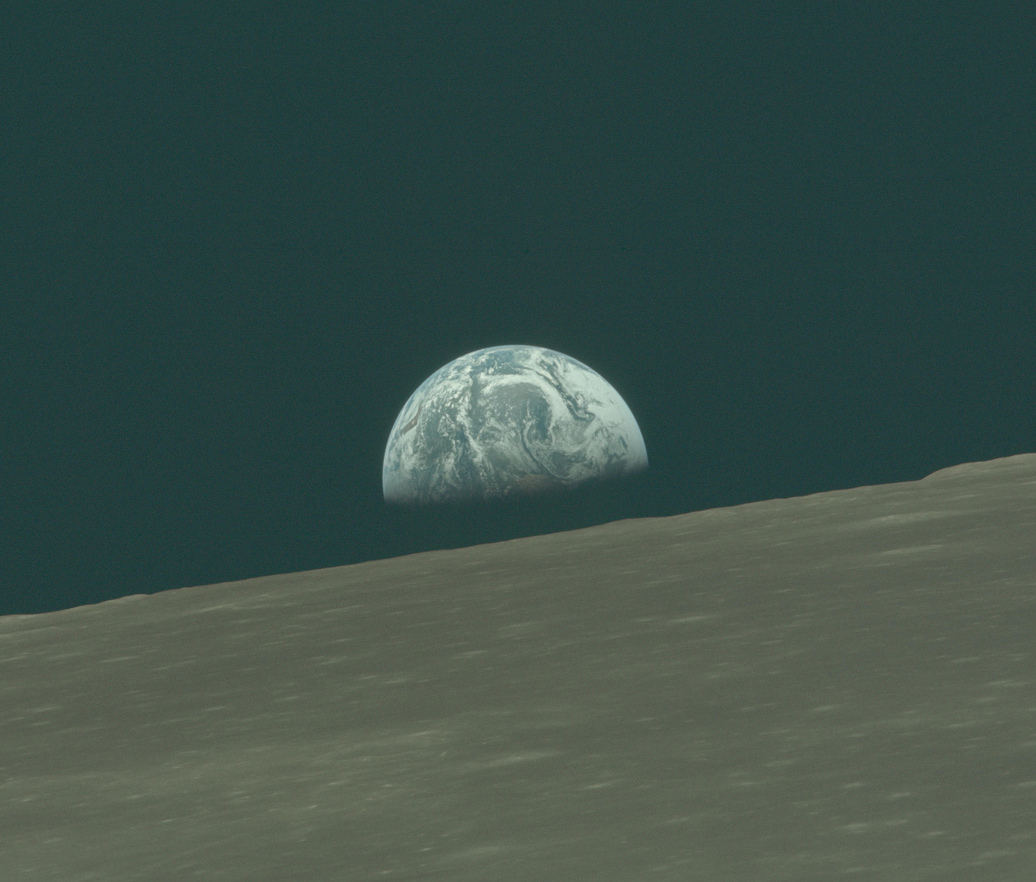
아폴로 10호 궤도에서 관측한 달 지평선과 지구돋이

달 선회궤도 비행과 달 공전비행의 경우에는 두 개의 관광 요소가 있다.
- 달의 뒷면 관람[6]
- 달 지평선에서 지구돋이 관람[6]

## 유적지 보존

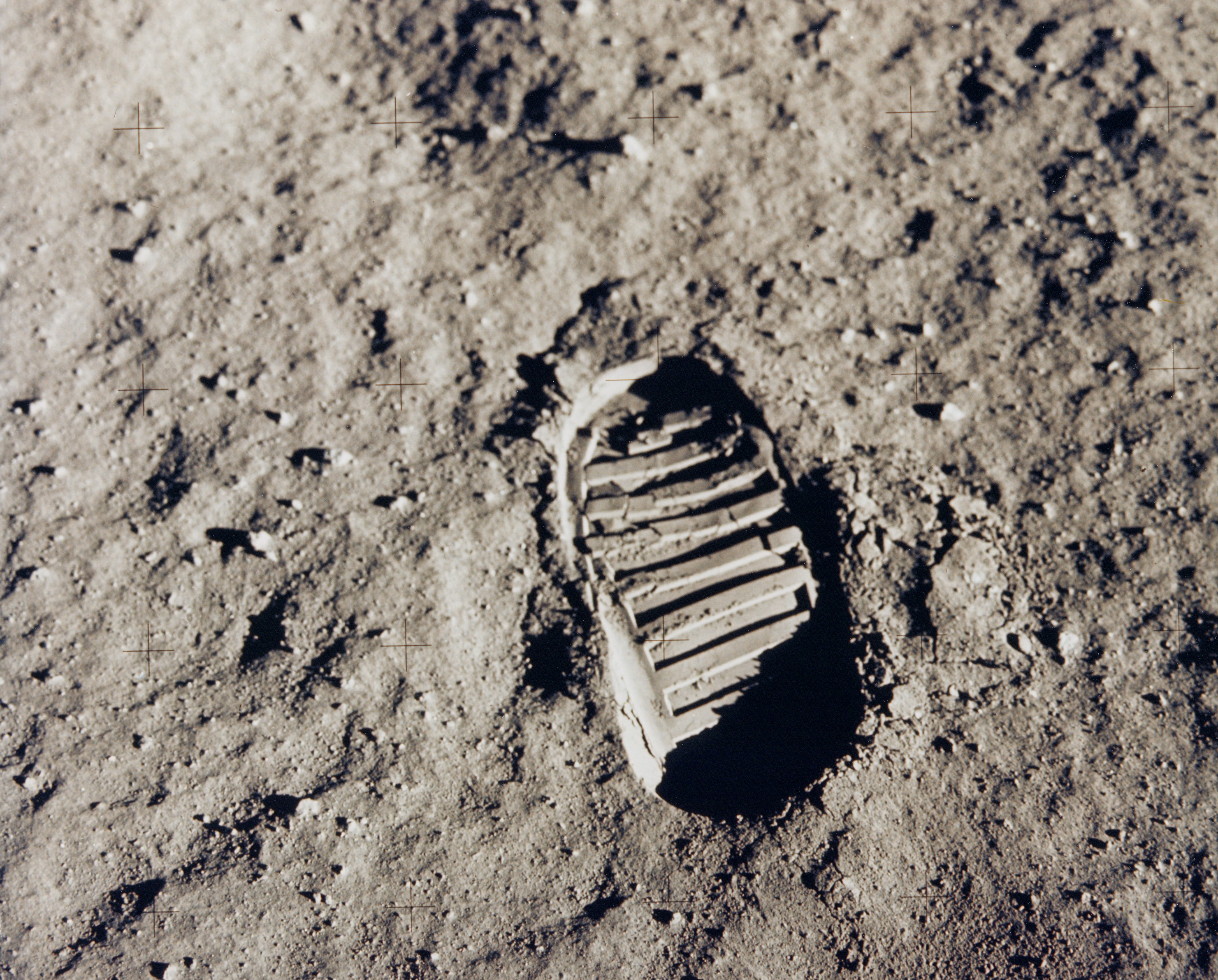
고요의 기지에 있는 달표면에 찍힌 버즈 올드린의 발자국

인류가 지구밖 우주의 영역에 처음으로 착륙한 자리인 고요의 기지는 문화적, 역사적 중요성을 갖고 있다. 실제로 미국의 뉴멕시코주와 캘리포니아주는 주급 등록유산으로 지정되기도 했는데, 이들 주에서는 주와 등록유산 간의 연계가 조금이나마 있다면 등재가 가능하도록 법에서 허용하고 있기 때문이다. 반면 아폴로 계획을 진두지휘한 관제센터는 텍사스주 휴스턴에 위치해 있는데도 불구하고, 텍사스 주에서는 이 같은 지위를 부여하지 못했는데 문화재 보존법에서 주 내에 위치한 사적에 적용되도록 제한했기 때문이다. 미국 국립공원관리청 역시 국가역사기념물 등재를 거부하고 있는데 우주 조약에서 서명국은 지구 밖의 어떠한 곳에도 영유권을 주장하여서는 안 된다고 금했기 때문이다. 세계유산 등재하는 방안도 역시 그 운영주체인 유네스코가 자국 국경선 내에 위치한 유산에 한해 신청서를 제출하도록 했기 때문에, 지금으로선 등재 가능성이 없다.
21세기 초에 들어서면서 역사적인 달 착륙지의 보존 문제에 대한 관심과 공식적인 차원의 보존 움직임이 커지고 있다. 한때 구글 루나 X 프리즈에서 민간기업을 대상으로 우주선을 제작해 달에 도달하는 대회를 열고, 달의 역사적인 장소를 방문하는 참가자에게는 100만 달러를 추가로 수여한다고 밝히면서 논란이 심화되었다. 이 중에서 아스트로보틱 테크놀로지가 주도하는 팀이 고요한 기지에 우주선 착륙을 시도하겠다고 발표했다가 나중에 취소했으나, 비판 여론이 끊이지 않자 결국 NASA 측에서 개인이든 정부든, 인간 착륙이든 로봇 착륙이든, 해당 장소로부터 최소 75m 반경의 거리는 유지해줄 것을 요청하기까지 한 적도 있었다.

## 앞으로의 계획
스페이스 어드벤처 사는 두 명의 관광객을 달 지면으로부터 100km 고도 이내로까지 둘러보게 할 계획을 발표한 바 있다. 달까지의 비행에는 전문 우주비행사가 조종하는 소유즈 우주선을 이용하게 되며 여행에 필요한 기간은 최소 한 주 정도가 걸리게 된다.
엑스컬리버 앨머즈 사는 세 명의 관광객을 태워 달 주변을 비행시키는 계획을 내놓았다. 개조된 앨머즈 우주정거장 모듈을 이용하여 연료절약 비행궤도로 달 주위를 돌게 되며 여행에 최소 6개월 정도가 걸린다.
2017년 2월, 스페이스X 사에서 일주일짜리 달 비행 미션에 대한 착수금을 모았다고 발표했다. 2018년 말 두 명의 관광객을 드래곤 2호 캡슐에 탑승시켜 팰컨 헤비 로켓으로 발사시킬 계획이다.

## 같이 보기
- 우주의 상업화
- 달 거주지
- 뉴스페이스 (NewSpace)
- 우주 관광